# Katzenbacher Ziegelhütte

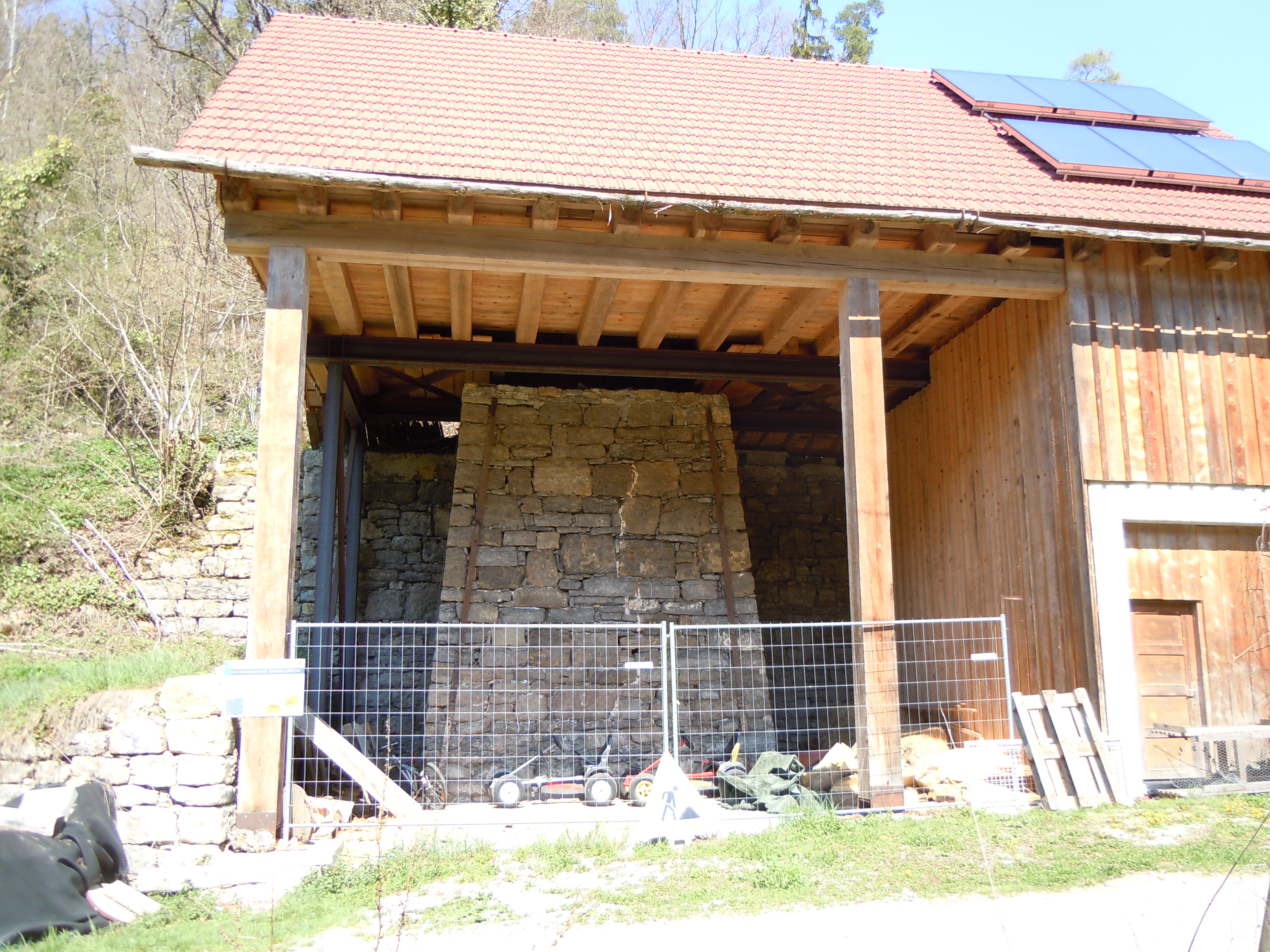
Rest der ehemaligen Kalkbrennerei

Die Katzenbacher Ziegelhütte ist ein zum Rottenburger Stadtteil Weiler gehörendes ehemaliges Gehöft mit Kalkofen.
Die Katzenbacher Ziegelhütte liegt rund zwei Kilometer südwestlich des Zentrums von Weiler auf rund 370 Meter Höhe in den „Sieben Tälern“, in denen der Katzenbach, ein Nebenfluss des Neckars, fließt. Nicht weit entfernt befindet sich die Sieben-Täler-Höhle. Ein mindestens vier Kilometer langer Rundwanderweg führt vom Kurpark Bad Niedernau durch das Katzenbachtal vorbei an der Katzenbacher Ziegelhütte zu den Brunnenwiesen auf der Weiler Hochfläche und über die Schloßbergstraße, Öschweg und Raidtweg zurück zum Kurpark / Kurhaus Niedernau.

## Geschichte
Die 1483 erstmals erwähnte Katzenbacher Ziegelhütte wurde ab 1658 als Ziegelei genutzt. Schon damals bestand dort ein kleines Wohnhaus, dem 1830 ein Weiteres mit Scheuer folgte. Schon sehr früh hatte das Gehöft fließendes Wasser, das über eine Druckleitung aus einer rund 200 Meter entfernten Quelle bezogen wurde. Reste der Anlage kann man in westlicher Richtung des Gehöfts im Wald bestaunen. Die Ziegelei im Katzenbachtal wurde 1906 stillgelegt. Noch im selben Jahr wird an das bis dahin bestehende Gebäude ein Kalkofen mit Kalkwerk angebaut, das sich bis 1957 in Betrieb befand. Genutzt wurde der in der nächsten Umgebung vorhandene, etwa 215 Millionen Jahre alte Muschelkalk. Die Ziegel wurden aus Lehmablagerungen gebrannt. Ein gesamt aus Katzenbacher Ziegeln hergestelltes Haus befindet sich in Weiler direkt an der Hauptdurchgangsstraße (L 385).

## Einsturz und Abriss
Im April 2012 stürzte die ehemalige Kalkbrennerei, die schon seit 2001 als einsturzgefährdet galt, ein. Es blieb lediglich der aus Steinen gebaute Ofen für die Kalkbrennung erhalten. Die eigentliche Ziegelhütte wurde schon Jahrzehnte zuvor abgebrochen.